# Somatochlora shanxiensis
Somatochlora shanxiensis – gatunek ważki z rodziny szklarkowatych (Corduliidae). Występuje w Chinach; stwierdzony w prowincjach Hubei i Shanxi. W 2018 roku Li i Zhang zsynonimizowali ten takson z Somatochlora uchidai.